# Église des Augustins (Vienne)
Pour les articles homonymes, voir Église des Augustins.
 (janvier 2023).
Si vous disposez d'ouvrages ou d'articles de référence ou si vous connaissez des sites web de qualité traitant du thème abordé ici, merci de compléter l'article en donnant les références utiles à sa vérifiabilité et en les liant à la section « Notes et références ».
L'église des Augustins (Augustinerkirche) ou église Saint-Augustin est une église paroissiale de Vienne (Autriche) qui était l'ancienne église paroissiale de la Hofburg et donc de la famille impériale d'Autriche, les Habsbourg.

## Présentation
Le duc de Habsbourg, Frédéric le Bel, fut le fondateur en 1327 de cette église et de son monastère des Pères augustins, placés sous la patronage de saint Augustin.
Cette église est réputée aujourd'hui pour ses messes, en particulier la grand-messe du dimanche matin avec chœur et orchestre, et ses concerts de musique sacrée. L'église possède deux orgues. Franz Schubert y a composé sa messe en fa. La messe en fa d'Anton Bruckner a été créée ici.
La nef a été construite par Dietrich Landtner entre 1330 et 1339, mais l'église n'a été consacrée que dix ans plus tard en 1349. Au contraire de l'extérieur, l'intérieur de l'église est extrêmement orné. L'église est restaurée en style néogothique à la fin du XVIIIe siècle sous le règne de Joseph II. Un petit autel latéral a été installé en 2004 en l'honneur de la béatification de l'empereur Charles Ier (1887-1922).
En tant qu'église paroissiale de la famille d'Autriche, l'église Saint-Augustin fut témoin de bon nombre de mariages de la famille impériale, parmi lesquels :
- celui de l'archiduchesse et future impératrice Marie-Thérèse avec le duc François de Lorraine en 1736 ;
- celui de l'achiduchesse Marie-Antoinette avec Louis-Auguste, futur Louis XVI, par procuration, en 1770[1] ;
- celui de l'archiduchesse Marie-Louise avec Napoléon Ier en 1810 ;
- celui de François-Joseph d'Autriche avec la duchesse Élisabeth en Bavière (« Sissi ») en 1854.

Le monument funéraire de l'archiduchesse Marie-Christine d'Autriche (1742-1798), épouse du prince de Saxe et duc de Teschen, est un chef-d'œuvre de l'art néoclassique. Il a été réalisé entre 1798 et 1805 en marbre de Carrare par Antonio Canova et est particulièrement remarquable, ainsi que la Herzgruft, où sont conservés les cœurs de 54 membres de la famille d'Autriche.
Le monastère est toujours en activité et abrite six Pères augustins qui desservent la paroisse.

## Dans la culture
Alors que le mariage de l'empereur François-Joseph d'Autriche et de la duchesse Élisabeth en Bavière a eu lieu dans l'église, c'est l'église Saint-Michel qui sert de lieu de tournage dans le film Sissi (1955).

## Galerie

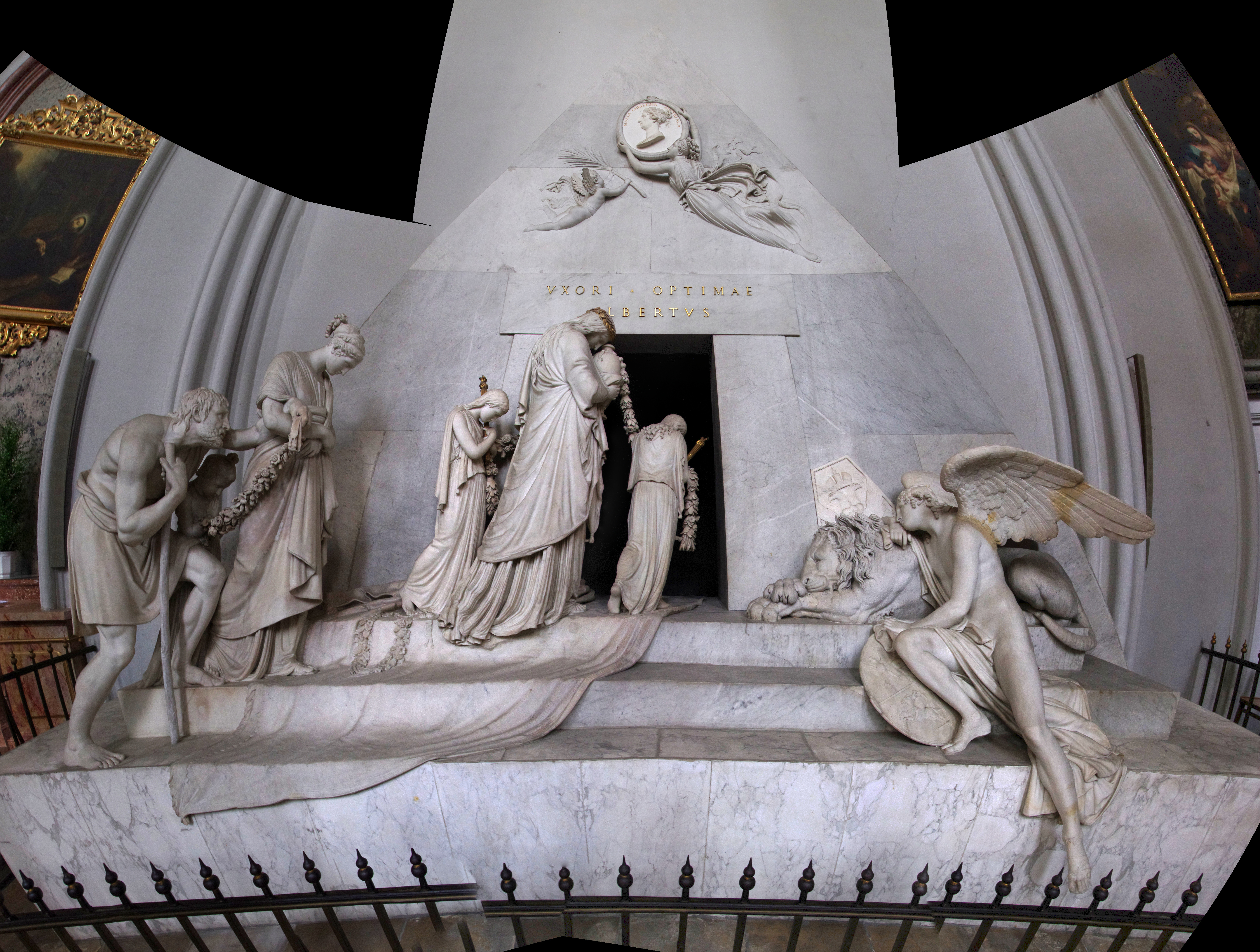
Monument de l'archiduchesse Marie-Christine.
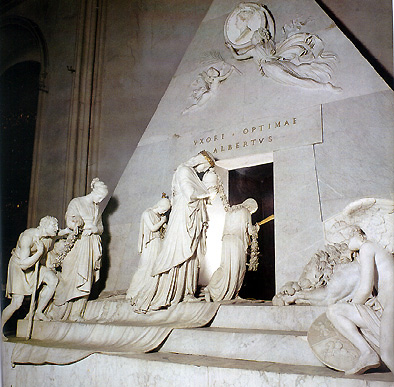
Cénotaphe de Marie-Christine d'Autriche.
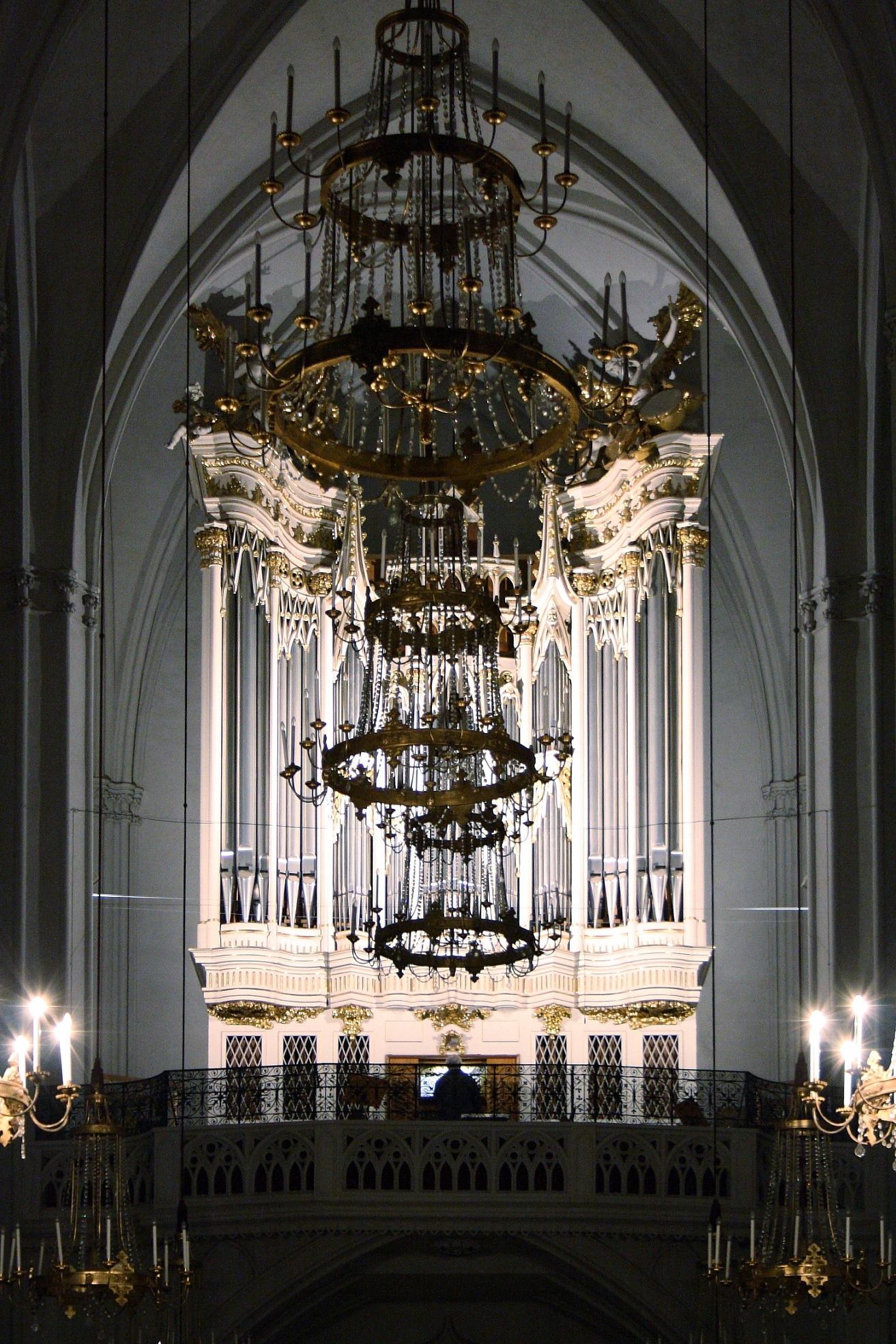
L'orgue.